# Laoszi választások
A Szapha Heng Szat (Laoszi Nemzetgyűlés) 115 tagját a választások eredménye alapján nevezik képviselőnek 5 éves időszakra. Mivel Laosz egypárti ország, ezért egyetlen párt, a Laoszi Népi Forradalmi Párt indulhat csak a választásokon és emellett bekerülhet a nemzetgyűlésbe egy-két nem-párttag képviselő.
Az alábbi lista a 2006-os és a 2002-es laoszi választások eredményeit tartalmazza.

## 2006
|                             | Képviselő | Százalék |
| --------------------------- | --------- | -------- |
| Laoszi Népi Forradalmi Párt | 113       | 98%      |
| Nem-párttagok               | 2         | 2%       |
| Összesen:                   | 115       | 100%     |

## 2002
|                             | Képviselő | Százalék |
| --------------------------- | --------- | -------- |
| Laoszi Népi Forradalmi Párt | 108       | 99%      |
| Nem-párttagok               | 1         | 1%       |
| Összesen:                   | 109       | 100%     |